# Grow (池上ケイの曲)
「Grow」（グロウ）は、日本の女性歌手、池上ケイのシングル。2007年1月10日に東芝EMIよりリリースされた。

## 概要
- 池上ケイ名義でのデビューシングルとして発売された。berry名義でのメジャーデビューシングル「咲きましょう」に次ぐもので、インディーズ時代から通算すると5枚目のシングルとなる。
- 表題曲である「Grow」には「アンダーグラフ」のボーカル「真戸原直人」がコーラスで参加している。

## 収録曲
1. Grow　（作詞：松井五郎、作曲：池上ケイ、編曲：西慎嗣）
  - フジテレビフラワーセンターイメージソング
  - BSジャパン『GAME JOCKEYII』エンディングテーマ
2. Horizon　（作詞：松井五郎、作曲：池上ケイ、編曲：西慎嗣）